# Porphyrinia caid
Porphyrinia caid là một loài bướm đêm trong họ Noctuidae.